# Caroline Monnet
Caroline Monnet (anhörenⓘ; geboren am 3. April 1985 in Gatineau, Québec, Kanada) ist eine franko-kanadische Regisseurin und Bildhauerin. Sie gehört der First Nation der Algonkin an und vertrat ihr Land auf der Berlinale und bei den Festspielen in Cannes. 

## Leben
Monnet debütierte 2009 mit ihrem Film Ikwé beim Toronto International Film Festival. Ihre Arbeiten wurden wiederholt ausgezeichnet. Bei ihrem Werk Bootlegger wirkte die Innu Joséphine Bacon als Schauspielerin mit. Als Künstlerin ist Monnet Autodidaktin. Ihr Film Pidikwe wird auf der Berlinale 2025 in der Kategorie Forum Expanded Premiere feiern.

## Filmografie
- 2010: Warchild
- 2012: Gephyrophobia
- 2014: Roberta
- 2014: The Black Case
- 2016: Tshiuetin
- 2018: Emptying the Tank
- 2021: Bootlegger

## Auszeichnungen (Auswahl)
- 2020: Prix Pierre-Ayot.